# العلاقات الإماراتية الكازاخستانية
العلاقات الإماراتية الكازاخستانية هي العلاقات الثنائية التي تجمع بين الإمارات العربية المتحدة وكازاخستان.

## مقارنة بين البلدين
هذه مقارنة عامة ومرجعية للدولتين:
| وجه المقارنة                                              | الإمارات العربية المتحدة | كازاخستان                      |
| --------------------------------------------------------- | ------------------------ | ------------------------------ |
| المساحة (كم2)                                             | 83.60 ألف                | 2.72 مليون                     |
| عدد السكان (نسمة)                                         | 9.40 مليون               | 17.95 مليون                    |
| الكثافة السكانية (ن./كم²)                                 | 112.44                   | 6.6                            |
| العاصمة                                                   | أبو ظبي                  | نور سلطان                      |
| اللغة الرسمية                                             | اللغة العربية            | اللغة القازاقية، اللغة الروسية |
| العملة                                                    | درهم إماراتي             | تينغ كازاخستاني                |
| الناتج المحلي الإجمالي (بليون دولار)                      | 382.58 مليار             | 159.41 مليار                   |
| الناتج المحلي الإجمالي (تعادل القوة الشرائية) بليون دولار | 640.72 مليار             | 439.39 مليار                   |
| الناتج المحلي الإجمالي الاسمي للفرد دولار أمريكي          | 40.44 ألف                | 10.51 ألف                      |
| الناتج المحلي الإجمالي للفرد دولار أمريكي                 | 67.67 ألف                | 24.23 ألف                      |
| مؤشر التنمية البشرية                                      | 0.835                    | 0.788                          |
| رمز المكالمات الدولي                                      | +971                     | +7                             |
| رمز الإنترنت                                              | .ae، .امارات             | .kz، .қаз ‏                     |
| المنطقة الزمنية                                           | ت ع م+04:00              | ت ع م+05:00، ت ع م+06:00       |

## مدن متوأمة
في ما يلي قائمة باتفاقيات التوأمة بين مدن إماراتية وكازاخستانية:
- ترتبط إمارة دبي مع نور سلطان باتفاقية توأمة.

## منظمات دولية مشتركة
يشترك البلدان في عضوية مجموعة من المنظمات الدولية، منها:
| علم المنظمة | اسم المنظمة                               | تاريخ انضمام الإمارات العربية المتحدة | تاريخ انضمام كازاخستان |
| ----------- | ----------------------------------------- | ------------------------------------- | ---------------------- |
|             | منظمة التعاون الإسلامي                    | ?                                     | ?                      |
|             | الاتحاد البريدي العالمي                   | ?                                     | ?                      |
|             | يونسكو                                    | 20 أبريل 1972                         | 22 مايو 1992           |
|             | البنك الدولي للإنشاء والتعمير             | 22 سبتمبر 1972                        | 23 يوليو 1992          |
|             | وكالة ضمان الاستثمار متعدد الأطراف        | 20 أكتوبر 1993                        | 12 أغسطس 1993          |
|             | الاتحاد الدولي للاتصالات                  | 27 يونيو 1972                         | 23 فبراير 1993         |
|             | منظمة الشرطة الجنائية الدولية             | ?                                     | ?                      |
|             | مؤسسة التمويل الدولية                     | 30 سبتمبر 1977                        | 30 سبتمبر 1993         |
|             | الأمم المتحدة                             | 9 ديسمبر 1971                         | 2 مارس 1992            |
|             | مؤسسة التنمية الدولية                     | 23 ديسمبر 1981                        | 23 يوليو 1992          |
|             | الفريق المعني برصد الأرض                  | ?                                     | ?                      |
|             | منظمة حظر الأسلحة الكيميائية              | ?                                     | ?                      |
|             | المركز الدولي لتسوية المنازعات الاستشارية | 22 يناير 1982                         | 21 أكتوبر 2000         |

## وصلات خارجية
- موقع وزارة الخارجية الإماراتية
- موقع وزارة الخارجية الكازاخستانية